# Där en ängel hälsat på
"Där en ängel hälsat på" är en låt av Pernilla Emme och Per Andréasson framförd av N-Mix med Emme som frontperson i Melodifestivalen 1997 där den slutade på 2:a plats.
Låten har även framförts av Bonnie Tyler på albumet All In One Voice under titeln "Heaven"